# Nelson Amadin
Nelson Amadin (Rotterdam, 31 oktober 2000) is een Nederlands voetballer die als aanvaller voor FC Dordrecht speelde. Hij is een neef van Joshua Zirkzee.

## Carrière
Nelson Amadin speelde in de jeugd van Spartaan'20 en Feyenoord. In 2019 vertrok hij transfervrij naar FC Dordrecht, waar hij een contract tot medio 2021 tekende. Hij debuteerde voor Dordrecht op 15 november 2019, in de met 1-1 gelijkgespeelde thuiswedstrijd tegen Roda JC Kerkrade. Hij kwam in de 66e minuut in het veld voor Thomas Schalekamp. In twee seizoenen speelde hij in totaal 21 wedstrijden.

### Statistieken
| Seizoen                  | Club            | Land           | Competitie        | Competitie | Competitie | Beker | Beker | Totaal | Totaal |
| Seizoen                  | Club            | Land           | Competitie        | Wed.       | Dlp.       | Wed.  | Dlp.  | Wed.   | Dlp.   |
| ------------------------ | --------------- | -------------- | ----------------- | ---------- | ---------- | ----- | ----- | ------ | ------ |
| 2019/20                  | FC Dordrecht    | Nederland      | Eerste divisie    | 5          | 0          | 1     | 0     | 6      | 0      |
| 2020/21                  | FC Dordrecht    | Nederland      | Eerste divisie    | 15         | 0          | 0     | 0     | 15     | 0      |
| 2021/22                  | FC Schalke 04 B | Duitsland      | Regionalliga West | 4          | 3          | 0     | 0     | 4      | 3      |
| 2022/23                  | FC Schalke 04 B | Duitsland      | Regionalliga West | 0          | 0          | 0     | 0     | 0      | 0      |
| Carrièretotaal           | Carrièretotaal  | Carrièretotaal | Carrièretotaal    | 24         | 3          | 1     | 0     | 25     | 3      |
| Bijgewerkt op 5 mei 2022 |                 |                |                   |            |            |       |       |        |        |